# Glomma
De Glomma, ook wel Glåma genoemd, is de langste rivier in Noorwegen. Zij ontspringt bij het meer Aursunden in de provincie Trøndelag en stroomt door de fylker Hedmark, Akershus en Østfold. De Glomma mondt bij Fredrikstad uit in de Oslofjord. De afstand van bron tot monding bedraagt 604 kilometer.
Omdat de Glomma door enkele dichtbeboste gebieden loopt, werd ze in het verleden veel gebruikt voor de afvoer van hout. De combinatie van grondstoffen, waterkracht, en eenvoudige transportmogelijkheden zorgde ervoor dat zich al vroeg veel industrie vestigde langs de rivier. Bij de monding van de Glomma hebben zich dan ook enkele van de grootste concerns van Noorwegen gevestigd, mede vanwege de uitstekende havenfaciliteiten.
De hoogte waarop nog boerderijen voorkomen in het dal van de Glomma varieert, maar ligt over het algemeen rond de 500 meter. Dit is iets lager dan in het Gudbrandsdal, wat overeenkomt met het plaatselijke klimaat. De boomgrens, bestaande uit berken, ligt op ongeveer 900 meter hoogte in het Østerdalen. Ten noorden van Røros is de boomgroei beperkt tot het dal.
De bovenste rivierdalen van Noorse rivieren hebben vaak een specifieke naam die verwijst naar vroegere culturele verschijnselen, zoals bouwstijlen, klederdracht of bunad en handwerken.

## Naam
De vorm Glomma wordt gebruikt in de fylker Østfold en Akershus. In de fylker Hedmark en Sør-Trøndelag wordt de rivier Glåma genoemd. De oude naam is Glaumr, van raumr wat hard geluid of donder betekent.
Verscheidene plaatsen zijn genoemd naar de rivier, zoals Glåmdal and Glåmos.
- Gemeinsame Normdatei: 4251393-5
- Library of Congress Control Number: sh87001626
- Nationale Bibliotheek van Israël: 987007541396605171